# I Supermodel, Mùa 3
I Supermodel, Mùa 3 là chương trình truyền hình từ I Supermodel của Trung Quốc. Cả chương trình đã được diễn ra tại Los Angeles và New York với 14 thí sinh chung cuộc và bắt đầu phát sóng trên truyền hình vào ngày 14 tháng 10 năm 2016.
Người chiến thắng trong cuộc thi là Ngạn Vũ Bác, 19 tuổi đến từ Cát Lâm. Cô giành được: 1 hợp đồng người mẫu với Next Model Management ở Los Angeles, 1 chuyến mua sắm trị giá 50.000$ tại Los Angeles Citadel Outlets và chiếc vương niệm ngọc trai I Supermodel từ gN Pearl.

## Các thí sinh
(Tuổi tính từ ngày dự thi)
| Đội   | Thí sinh | Thí sinh               | Tuổi | Chiều cao              | Quê quán   | Bị loại ở | Hạng              |
| ----- | -------- | ---------------------- | ---- | ---------------------- | ---------- | --------- | ----------------- |
| Queen | 陈晓寒   | Trần Hiểu Hàn          | 20   | 1,74 m (5 ft 8+1⁄2 in) | Hà Nam     | Tập 2     | 14-13             |
| Queen | 李雅雯   | Lý Nhã Văn             | 21   | 1,75 m (5 ft 9 in)     | Sơn Đông   | Tập 2     | 14-13             |
| Ace   | 牛薇薇   | Ngưu Vi Vi             | 24   | 1,77 m (5 ft 9+1⁄2 in) | Thẩm Dương | Tập 3     | 12                |
| Ace   | 周君怡   | Chu Quân Di "Jinx"     | 19   | 1,68 m (5 ft 6 in)     | Hồ Nam     | Tập 4     | 11                |
| Ace   | 康雅馨   | Khang Nhã Hinh "Naomi" | 22   | 1,75 m (5 ft 9 in)     | Thượng Hải | Tập 5     | 10                |
| Queen | 钱凯丽   | Tiền Khải Lệ "Kelly"   | 25   | 1,80 m (5 ft 11 in)    | Miami, Mỹ  | Tập 6     | 9 (dừng cuộc thi) |
| Ace   | 董奕杭   | Đổng Dịch Hàng         | 20   | 1,80 m (5 ft 11 in)    | Thượng Hải | Tập 7     | 8                 |
| Ace   | 汪欣蕾   | Uông Hân Lội           | 28   | 1,73 m (5 ft 8 in)     | Quảng Đông | Tập 9     | 7-6               |
| Queen | 韩红盼   | Hàn Hồng Phán          | 26   | 1,77 m (5 ft 9+1⁄2 in) | Thâm Quyến | Tập 9     | 7-6               |
| Ace   | 娄清     | Lu Thanh               | 28   | 1,78 m (5 ft 10 in)    | Giang Tây  | Tập 10    | 5                 |
| Queen | 蒋浩铃   | Tương Hạo Linh "Abby"  | 23   | 1,78 m (5 ft 10 in)    | Hồng Công  | Tập 11    | 4                 |
| Queen | 庞莹     | Bàng Oánh              | 26   | 1,75 m (5 ft 9 in)     | Liêu Ninh  | Tập 12    | 3                 |
| Ace   | 付欢欢   | Phó Hoan Hoan          | 21   | 1,80 m (5 ft 11 in)    | Hà Nam     | Tập 12    | 2                 |
| Queen | 彦禹博   | Ngạn Vũ Bác            | 19   | 1,80 m (5 ft 11 in)    | Cát Lâm    | Tập 12    | 1                 |

## Thứ tự gọi tên
| 1  | Thanh     | Naomi            | Thanh     | Dịch Hàng | Oánh           | Vũ Bác    | Vũ Bác    | Hoan Hoan    | Abby              | Vũ Bác    | Vũ Bác    | Vũ Bác    |  |  |  |  |  |  |  |  |  |
| 2  | Kelly     | Abby             | Vũ Bác    | Vũ Bác    | Hoan Hoan      | Oánh      | Thanh     | Hồng Phán    | Vũ Bác            | Oánh      | Oánh      | Hoan Hoan |  |  |  |  |  |  |  |  |  |
| 3  | Vi Vi     | Vũ Bác           | Naomi     | Naomi     | Hồng Phán      | Abby      | Oánh      | Oánh         | Hoan Hoan         | Hoan Hoan | Hoan Hoan | Oánh      |  |  |  |  |  |  |  |  |  |
| 4  | Vũ Bác    | Hoan Hoan        | Abby      | Hồng Phán | Thanh          | Dịch Hàng | Hân Lội   | Thanh        | Oánh              | Abby      | Abby      |           |  |  |  |  |  |  |  |  |  |
| 5  | Naomi     | Hồng Phán        | Hoan Hoan | Thanh     | Kelly          | Hồng Phán | Hoan Hoan | Vũ Bác       | Thanh             | Thanh     |           |           |  |  |  |  |  |  |  |  |  |
| 6  | Oánh      | Hân Lội          | Kelly     | Oánh      | Dịch Hàng      | Hoan Hoan | Hồng Phán | Abby Hân Lội | Hân Lội Hồng Phán |           |           |           |  |  |  |  |  |  |  |  |  |
| 7  | Hân Lội   | Oánh             | Hân Lội   | Hoan Hoan | Abby           | Thanh     | Abby      | Abby Hân Lội | Hân Lội Hồng Phán |           |           |           |  |  |  |  |  |  |  |  |  |
| 8  | Hiều Hàn  | Vi Vi            | Oánh      | Abby      | Vũ Bác Hân Lội | Hân Lội   | Dịch Hàng |              |                   |           |           |           |  |  |  |  |  |  |  |  |  |
| 9  | Hoan Hoan | Dịch Hàng        | Jinx      | Hân Lội   | Vũ Bác Hân Lội | Kelly     |           |              |                   |           |           |           |  |  |  |  |  |  |  |  |  |
| 10 | Hồng Phán | Thanh            | Hồng Phán | Kelly     | Naomi          |           |           |              |                   |           |           |           |  |  |  |  |  |  |  |  |  |
| 11 | Dịch Hàng | Jinx             | Dịch Hàng | Jinx      |                |           |           |              |                   |           |           |           |  |  |  |  |  |  |  |  |  |
| 12 | Abby      | Kelly            | Vi Vi     |           |                |           |           |              |                   |           |           |           |  |  |  |  |  |  |  |  |  |
| 13 | Jinx      | Nhã Văn Hiều Hàn |           |           |                |           |           |              |                   |           |           |           |  |  |  |  |  |  |  |  |  |
| 14 | Nhã Văn   | Nhã Văn Hiều Hàn |           |           |                |           |           |              |                   |           |           |           |  |  |  |  |  |  |  |  |  |

     Thí sinh được miễn loại
     Thí sinh giành được bức ảnh của tuần
     Thí sinh không bị loại khi rơi vào cuối bảng
     Thí sinh dừng cuộc thi
     Thí sinh bị loại
     Thí sinh chiến thắng cuộc thi
- Trong tập 1, không có buổi loại trừ nào và các thí sinh được chia vào đội của họ.
- Trong tập 2, có loại trừ kép. Tất cả các thí sinh từ đội Ace đều an toàn. Trong đội Queen, Kelly, Hiểu Hàn và Nhã Văn là ba thí sinh cuối bảng. Người cuối cùng được cứu là Kelly còn hai người kia bị loại.
- Trong tập 6, Kelly dừng cuộc thi vì lí do gia đình. Kết quả là Hân Lội, người sẽ bị loại trong tập đó, đã được cứu.
- Trong tập 8, Abby và Hân Lội rơi vào cuối bảng nhưng không ai bị loại.
- Trong tập 9, Hoan Hoan được miễn loại sau khi được chọn nhiều show nhất trong New York Fashion Week.

### Buổi chụp hình
- Tập 1: Vẻ đẹp tự nhiên; Video mở đầu chương trình
- Tập 2: Bóng bầu dục nước Mĩ theo cặp
- Tập 3: Tạo dáng ở khách sạn cổ điển
- Tập 4: Nữ bạo dâm gợi cảm với người mẫu nam
- Tập 5: Burlesque
- Tập 6: Thời trang sặc sỡ ở núi Salvation
- Tập 7: Tạo dáng với những người mẫu có khuyết điểm
- Tập 8: Tạo dáng với tóc ẩm ở villa
- Tập 9: Trùm xã hội đen của New York
- Tập 10: Siêu anh hùng
- Tập 11: Phong cách Sex and the City trên đường phố New York
- Tập 12: Ảnh thẻ người mẫu